# Classe Akizuki (1942)
Pour les autres classes de navires du même nom, voir Classe Akizuki.
Les destroyers de la classe Akizuki (秋月型駆逐艦, Akizuki-gata kuchikukan) furent parmi les premiers des nouvelles classes des nouveaux destroyers de la marine impériale japonaise (MIJ) après 1942. La MIJ les appelait destroyers de type-B (乙型駆逐艦, Otsu-gata Kuchikukan) à partir du nom des plans. Ils furent surtout conçus pour lutter contre les avions et les sous-marins.

## Conception

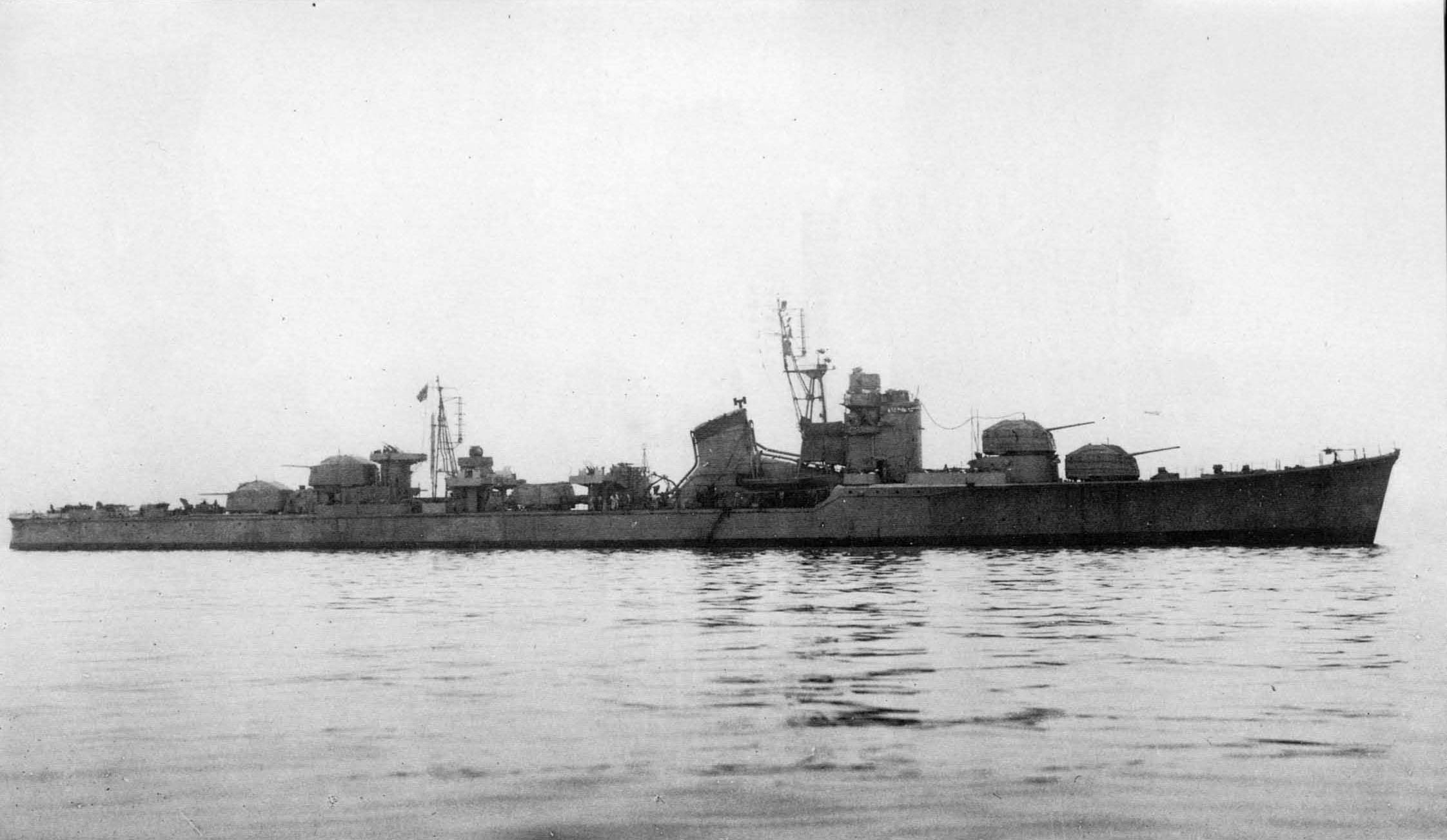
Essais en mer, en décembre 1944, du destroyer Harutsuki mis en service en 1943, transféré en 1947 à l'URSS et renommé Vnezapnyy (1947-1969).

Celle-ci est considérée comme ayant été la classe de destroyers la plus réussie que le Japon ait employé durant la Seconde Guerre mondiale et elle fut particulièrement efficace. Leur excellente artillerie principale consistait en 8 pièces de 100 mm/65 Type 98 en quatre tourelles doubles pouvant tirer contre les avions. Ces destroyers furent les premiers navires japonais à être équipés d'un radar. Leur armement en torpilles était plus faible que celui de nombreux destroyers contemporains (une seule plateforme de quatre tubes avec 4 torpilles en réserve), mais cette faiblesse relative était compensées par une défense antiaérienne plus puissante et moderne. Au cours du conflit, leur DCA légère fut renforcée par de nombreux canons antiaériens de 25 mm Type 96.
Les sous-classes Fuyutsuki et Michitsuki ont été modifiées pour simplifier et accélérer la construction.

## Histoire
Quatre destroyers de cette classe ont été saisis par les Alliés pour dommages de guerre.
Une autre classe de destroyers construite dans les années 1960 reprit ce nom.

## Navires de cette classe
| Sous classe   | Indicatif | Nom                                                         | Chantier naval                     | Pose quille                 | Lancement                   | Mise en service             | Fin de carrière |
| ------------- | --------- | ----------------------------------------------------------- | ---------------------------------- | --------------------------- | --------------------------- | --------------------------- | --- |
| Akizuki       | 104       | Akizuki (秋月, "Lune d'automne")                            | Arsenal naval de Maizuru           | 30 juin 1940                | 2 juillet 1941              | 11 juin 1942                | Coulé le 25 octobre 1944 durant la bataille du cap Engaño à la position 20° 29′ N, 126° 30′ E. Rayé des registres de la Marine le 10 décembre 1944. |
| Akizuki       | 105       | Teruzuki (照月, "Lune brillante")                           | Chantier naval Mitsubishi-Nagasaki | 13 novembre 1940            | 21 novembre 1941            | 31 août 1942                | Gravement endommagé par les PT boats PT-37 et PT-40 au large de l'Ile de Savo le 11 décembre 1942. Il sera sabordé le lendemain à la position 9° 13′ S, 159° 46′ E.Rayé des registres de la Marine le 20 janvier 1943.                                             |
| Akizuki       | 106       | Suzutsuki (涼月, "Clair de lune (en automne)")              | Chantier naval Mitsubishi-Nagasaki | 15 mars 1941                | 3 mars 1942                 | 29 décembre 1942            | Amarré à l'arsenal naval de Sasebo à la fin de la guerre. Il sera converti en brise lame dans le port de Takamatsu. Retiré du service le 20 novembre 1945, il sera finalement vendu pour la ferraille le mois suivant.                                             |
| Akizuki       | 107       | Hatsuzuki (初月, "Nouvelle lune (d'automne)")               | Arsenal naval de Maizuru           | 25 juillet 1941             | 3 avril 1942                | 29 décembre 1942            | Coulé le 25 octobre 1944 durant la bataille du cap Engaño à la position 20° 24′ N, 126° 20′ E. Rayé des registres de la Marine le 10 décembre 1944. |
| Akizuki       | 108       | Niizuki (新月, "Nouvelle lune")                             | Arsenal naval de Maizuru           | 8 décembre 1941             | 29 juin 1942                | 31 mars 1943                | Coulé le 3 juillet 1943 durant la bataille du golfe de Kula à la position 7° 57′ S, 157° 12′ E. Rayé des registres de la Marine le 10 septembre 1943. |
| Akizuki       | 109       | Wakatsuki (若月, "Croissant de lune")                       | Chantier naval Mitsubishi-Nagasaki | 9 mars 1942                 | 24 novembre 1942            | 31 mai 1943                 | Coulé le 11 novembre 1944 pendant la bataille de la baie d'Ormoc à la position 10° 50′ N, 124° 35′ E. Rayé des registres de la Marine le 10 janvier 1945. |
| Akizuki       | 360       | Shimotsuki (霜月, "Lune des gelées")                        | Chantier naval Mitsubishi-Nagasaki | 6 juillet 1942              | 7 avril 1943                | 31 mars 1944                | Torpillé et coulé le 24 novembre 1944 par le sous-marin USS Cavalla à 410 km à l'est-nord-est des îles Anambas (2° 21′ N, 107° 20′ E). Rayé des registres de la Marine le 10 janvier 1945.                                                                         |
| Fuyutsuki     | 361       | Fuyutsuki (冬月, "Lune d'Hiver")                            | Arsenal naval de Maizuru           | 8 mai 1943                  | 20 janvier 1944             | 25 mai 1944                 | Il est lourdement endommagé à la poupe par une mine marine le 20 août 1945, en sortant du port de Moji. Réparé et désarmé, il sera retiré du service le 20 novembre 1945. En mai 1948, en partie démantelé, il finira comme brise-lame dans le port de Kitakyushu. |
| Fuyutsuki     | 362       | Harutsuki (春月, "Lune de printemps")                       | Arsenal naval de Sasebo            | 23 décembre 1943            | 3 aout 1944                 | 25 septembre 1944           | Amarré à l'arsenal de Kure à la fin de la guerre. Retiré du service le 5 octobre 1945. Transféré à la Marine soviétique le 28 août 1947, renommé Внезапный ("Brusque").                                                                                            |
| Fuyutsuki     | 363       | Yoizuki (宵月, "Lune du crépuscule")                        | Compagnie des docks d'Uraga        | 25 aout 1943                | 25 septembre 1944           | 31 janvier 1945             | Amarré à l'arsenal de Nōmi (en) à la fin de la guerre puis retiré du service le 5 octobre 1945. Il est transféré à la Marine de la république de Chine le 29 août 1947, renommé Fen Yang, et finalement envoyé à la ferraille en 1963.                             |
| Fuyutsuki     | 364       | Natsuzuki (夏月, "Lune d'été")                              | Arsenal naval de Sasebo            | 1er mai 1944                | 2 décembre 1944             | 8 avril 1945                | Amarré à l'arsenal de Kitakyūshū à la fin de la guerre puis retiré du service le 5 octobre 1945. Transféré à la Royal Navy le 25 aout 1947, il sera revendu et envoyé à la ferraille à Uraga entre septembre 1947 et mars 1948.                                    |
| Michitsuki    | 365       | Michitsuki (満月, "Pleine lune"),                           | Arsenal naval de Sasebo            | 3 janvier 1945              | /                           | /                           | Incomplet à la fin de la guerre (16 %), la construction est stoppée le 17 avril 1945 Il sera envoyé à la ferraille le 28 février 1945 |
| Michitsuki    | 366       | Hanazuki (花月, "Lune de la saison des floraisons")         | Arsenal naval de Maizuru           | 10 février 1944             | 10 octobre 1944             | 26 décembre 1944            | Au mouillage dans la mer intérieure de Seto à la fin de la guerre puis retiré du service le 5 octobre 1945. Il est transféré à l'USN, le 28 août 1947 pour être renommé DD-934. Il sera coulé comme cible au large des îles Gotō le 3 février 1948                 |
| Michitsuki    | 367       | Kiyotsuki (清月, "Lune pure")                               | Annulés le 14 décembre 1944        | Annulés le 14 décembre 1944 | Annulés le 14 décembre 1944 | Annulés le 14 décembre 1944 | Annulés le 14 décembre 1944 |
| Michitsuki    | 368       | Ōtsuki (大月, "Grande lune")                                | Annulés le 14 décembre 1944        | Annulés le 14 décembre 1944 | Annulés le 14 décembre 1944 | Annulés le 14 décembre 1944 | Annulés le 14 décembre 1944 |
| Michitsuki    | 369       | Hazuki (葉月, "Lune de la saison de la chute des feuilles") | Annulés le 14 décembre 1944        | Annulés le 14 décembre 1944 | Annulés le 14 décembre 1944 | Annulés le 14 décembre 1944 | Annulés le 14 décembre 1944 |
| Michitsuki    | 5061      | Yamazuki (山月, "Lune au sommet de la montagne")            | Annulés le 14 décembre 1944        | Annulés le 14 décembre 1944 | Annulés le 14 décembre 1944 | Annulés le 14 décembre 1944 | Annulés le 14 décembre 1944 |
| Michitsuki    | 5062      | Urazuki (浦月, "Lune sur la baie")                          | Annulés le 14 décembre 1944        | Annulés le 14 décembre 1944 | Annulés le 14 décembre 1944 | Annulés le 14 décembre 1944 | Annulés le 14 décembre 1944 |
| Michitsuki    | 5063      | Aogumo (青雲, "Nuage bleu")                                 | Annulés le 14 décembre 1944        | Annulés le 14 décembre 1944 | Annulés le 14 décembre 1944 | Annulés le 14 décembre 1944 | Annulés le 14 décembre 1944 |
| Michitsuki    | 5064      | Benigumo (紅雲, "Nuage écarlate")                           | Annulés le 14 décembre 1944        | Annulés le 14 décembre 1944 | Annulés le 14 décembre 1944 | Annulés le 14 décembre 1944 | Annulés le 14 décembre 1944 |
| Michitsuki    | 5065      | Harugumo (春雲, "Nuage de printemps")                       | Annulés le 14 décembre 1944        | Annulés le 14 décembre 1944 | Annulés le 14 décembre 1944 | Annulés le 14 décembre 1944 | Annulés le 14 décembre 1944 |
| Michitsuki    | 5066      | Amagumo (天雲, "Nuage céleste")                             | Annulés le 9 juin 1944             | Annulés le 9 juin 1944      | Annulés le 9 juin 1944      | Annulés le 9 juin 1944      | Annulés le 9 juin 1944 |
| Michitsuki    | 5067      | Yaegumo (八重雲, "Nuage éponge")                            | Annulés le 9 juin 1944             | Annulés le 9 juin 1944      | Annulés le 9 juin 1944      | Annulés le 9 juin 1944      | Annulés le 9 juin 1944 |
| Michitsuki    | 5068      | Fuyugumo (冬雲, "Nuage d'hiver")                            | Annulés le 9 juin 1944             | Annulés le 9 juin 1944      | Annulés le 9 juin 1944      | Annulés le 9 juin 1944      | Annulés le 9 juin 1944 |
| Michitsuki    | 5069      | Yukigumo (雪雲, "Nuage de neige")                           | Annulés le 9 juin 1944             | Annulés le 9 juin 1944      | Annulés le 9 juin 1944      | Annulés le 9 juin 1944      | Annulés le 9 juin 1944 |
| Michitsuki    | 5070      | Okitsukaze (沖津風, "Vent marin")                           | Annulés le 9 juin 1944             | Annulés le 9 juin 1944      | Annulés le 9 juin 1944      | Annulés le 9 juin 1944      | Annulés le 9 juin 1944 |
| Michitsuki    | 5071      | Shimokaze (霜風, "Vent étrange")                            | Annulés le 9 juin 1944             | Annulés le 9 juin 1944      | Annulés le 9 juin 1944      | Annulés le 9 juin 1944      | Annulés le 9 juin 1944 |
| Michitsuki    | 5072      | Asagochi (朝東風, "Vent matinal de l'Est")                  | Annulés le 9 juin 1944             | Annulés le 9 juin 1944      | Annulés le 9 juin 1944      | Annulés le 9 juin 1944      | Annulés le 9 juin 1944 |
| Michitsuki    | 5073      | Ōkaze (大風, "Ouragan")                                     | Annulés le 9 juin 1944             | Annulés le 9 juin 1944      | Annulés le 9 juin 1944      | Annulés le 9 juin 1944      | Annulés le 9 juin 1944 |
| Michitsuki    | 5074      | Kochi (東風, "Vent d'Est")                                  | Annulés le 9 juin 1944             | Annulés le 9 juin 1944      | Annulés le 9 juin 1944      | Annulés le 9 juin 1944      | Annulés le 9 juin 1944 |
| Michitsuki    | 5075      | Nishikaze (西風, "Vent d'Ouest")                            | Annulés le 9 juin 1944             | Annulés le 9 juin 1944      | Annulés le 9 juin 1944      | Annulés le 9 juin 1944      | Annulés le 9 juin 1944 |
| Michitsuki    | 5076      | Minamikaze (南風, "Vent du Sud")                            | Annulés le 9 juin 1944             | Annulés le 9 juin 1944      | Annulés le 9 juin 1944      | Annulés le 9 juin 1944      | Annulés le 9 juin 1944 |
| Super Akizuki | 5077      | Kitakaze (北風, "Vent du Nord")                             | Annulés le 9 juin 1944             | Annulés le 9 juin 1944      | Annulés le 9 juin 1944      | Annulés le 9 juin 1944      | Annulés le 9 juin 1944 |
| Super Akizuki | 5078      | Hayakaze (早風, "Vent du matin")                            | Annulés le 9 juin 1944             | Annulés le 9 juin 1944      | Annulés le 9 juin 1944      | Annulés le 9 juin 1944      | Annulés le 9 juin 1944 |
| Super Akizuki | 5079      | Natsukaze (夏風, "Vent du Sud")                             | Annulés le 9 juin 1944             | Annulés le 9 juin 1944      | Annulés le 9 juin 1944      | Annulés le 9 juin 1944      | Annulés le 9 juin 1944 |
| Super Akizuki | 5080      | Fuyukaze (冬風, "Vent d'hiver")                             | Annulés le 9 juin 1944             | Annulés le 9 juin 1944      | Annulés le 9 juin 1944      | Annulés le 9 juin 1944      | Annulés le 9 juin 1944 |
| Super Akizuki | 5081      | Hatsunatsu (初夏, "Début d'été")                            | Annulés le 9 juin 1944             | Annulés le 9 juin 1944      | Annulés le 9 juin 1944      | Annulés le 9 juin 1944      | Annulés le 9 juin 1944 |
| Super Akizuki | 5082      | Hatsuaki (初秋, "Début d'automne")                          | Annulés le 9 juin 1944             | Annulés le 9 juin 1944      | Annulés le 9 juin 1944      | Annulés le 9 juin 1944      | Annulés le 9 juin 1944 |
| Super Akizuki | 5083      | Hayaharu (早春, "Début du printemps")                       | Annulés le 9 juin 1944             | Annulés le 9 juin 1944      | Annulés le 9 juin 1944      | Annulés le 9 juin 1944      | Annulés le 9 juin 1944 |

## Galerie de photos

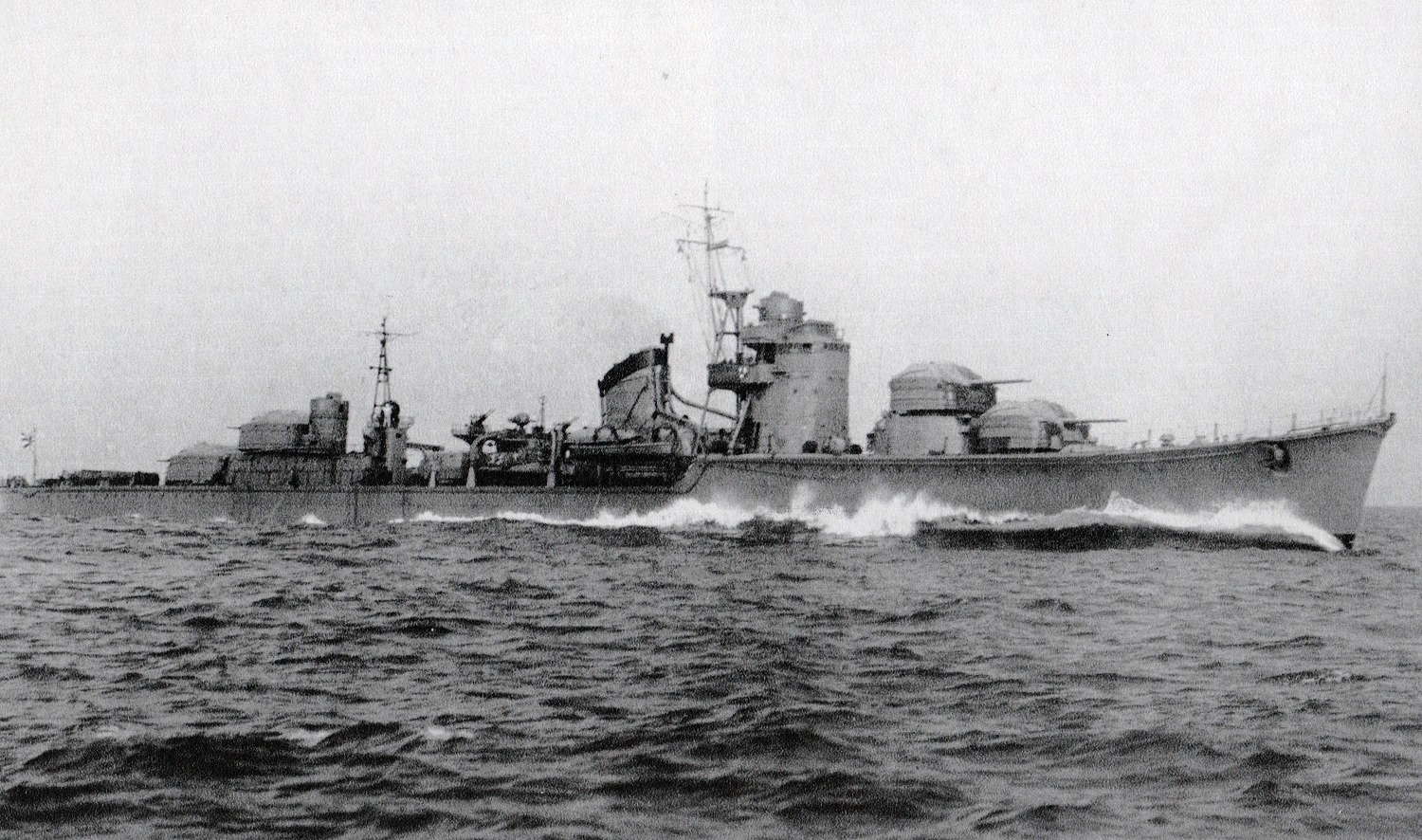
Hatsuzuki pendant ses essais en décembre 1942
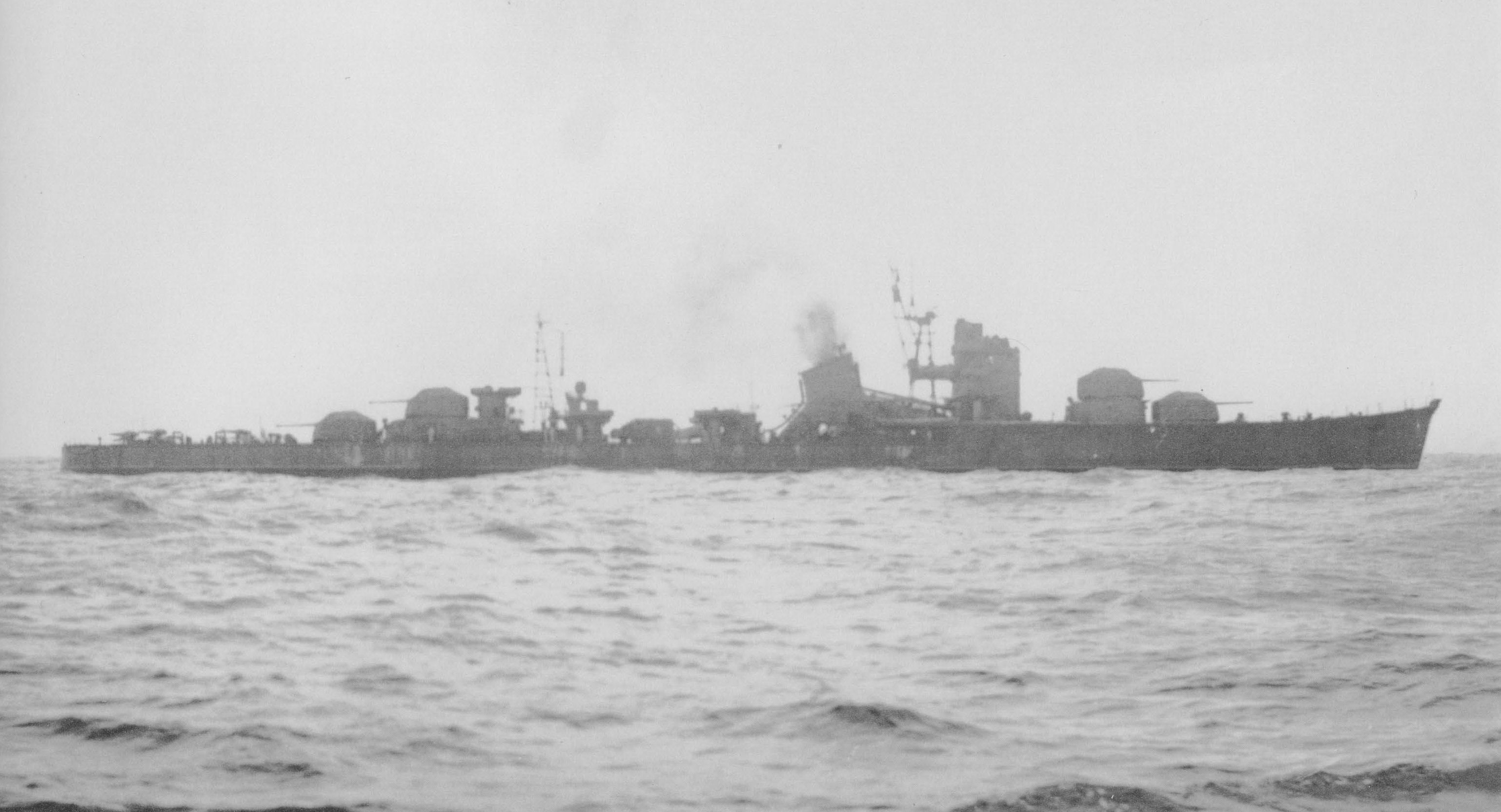
Hanazuki le 18 décembre 1944
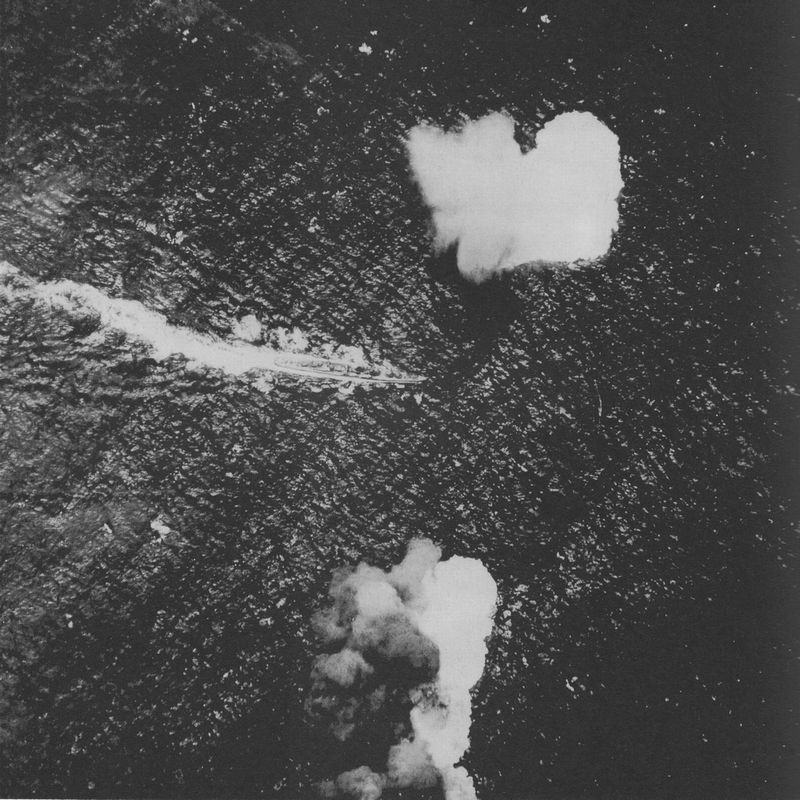
Le Akizuki près de la baie de l'Impératrice Augusta le 29 septembre 1942
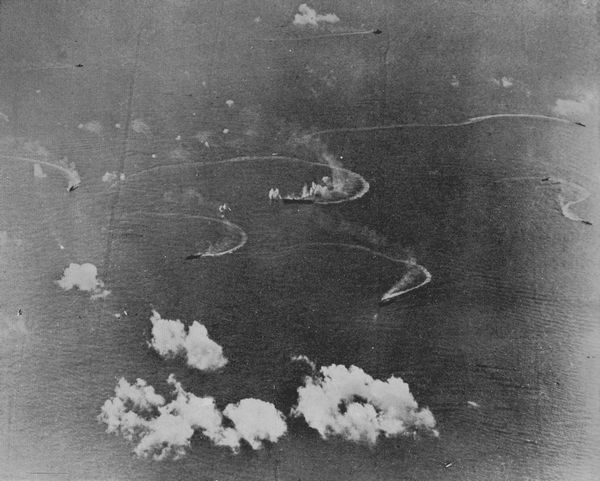
Le porte-avions Zuikaku et quatre Akizuki (Akizuki, Hatsuzuki, Wakatsuki et Shimotsuki) pendant la bataille de la mer des Philippines le 20 juin 1944
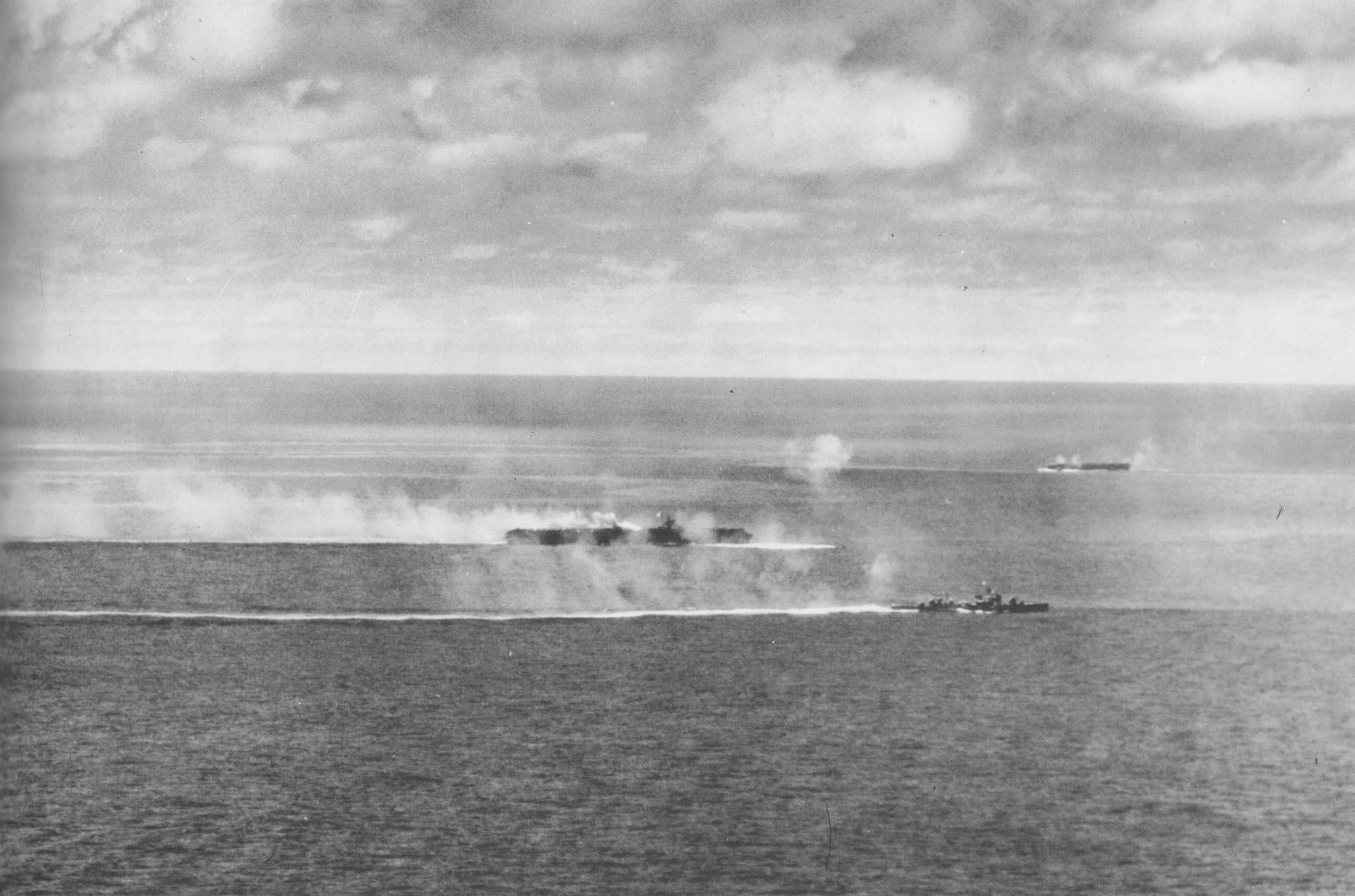
Le porte-avions Zuikaku, le porte-avions léger Zuihō et le Wakatsuki pendant la bataille du cap Enganao le 25 octobre 1944
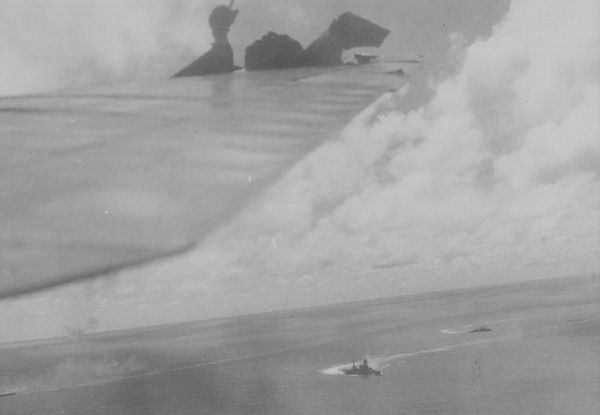
Le porte-avions léger Chitose, le cuirassé Ise et le Shimotsuki pendant la bataille du cap Enganao le 25 octobre 1944
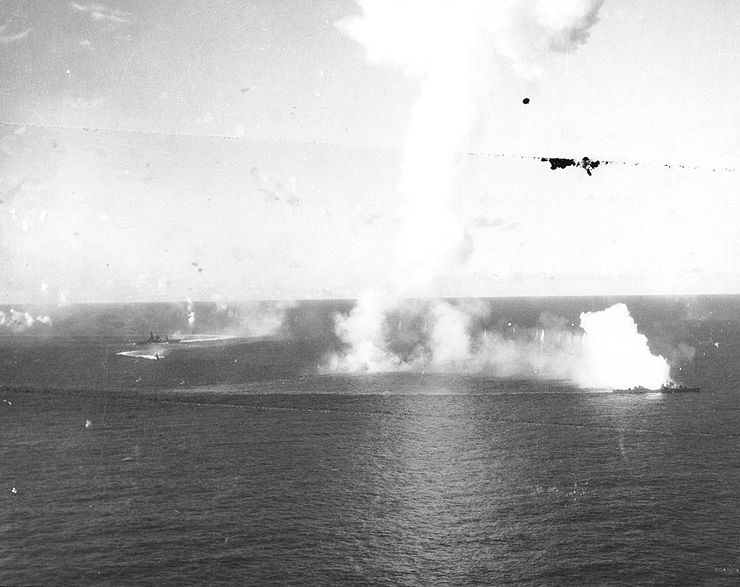
Les destroyers Akizuki, Kuwa de la classe Matsu et le cuirassé Ise pendant la bataille du cap Enganao le 25 octobre 1944
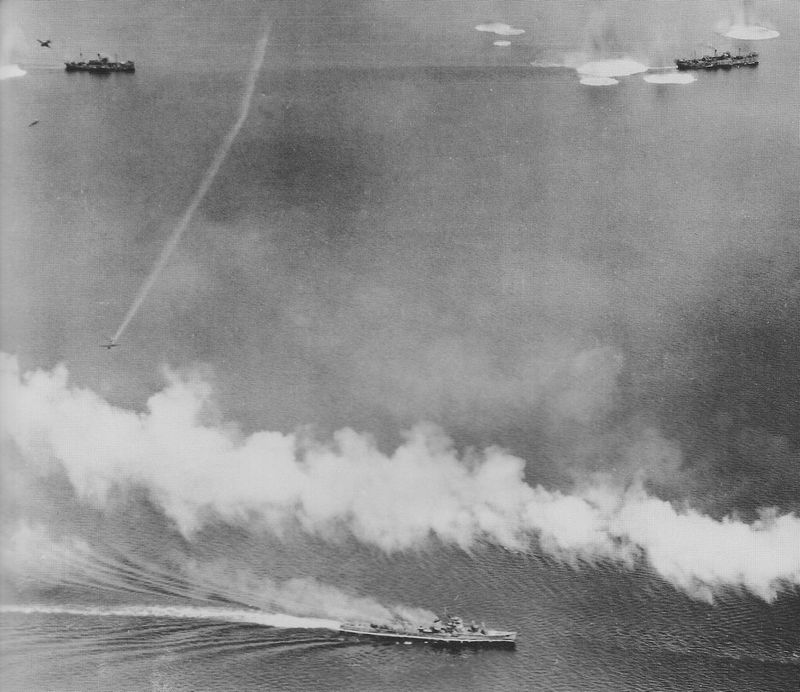
Le Wakatsuki pendant la bataille de la baie d'Ormoc le 11 novembre 1944
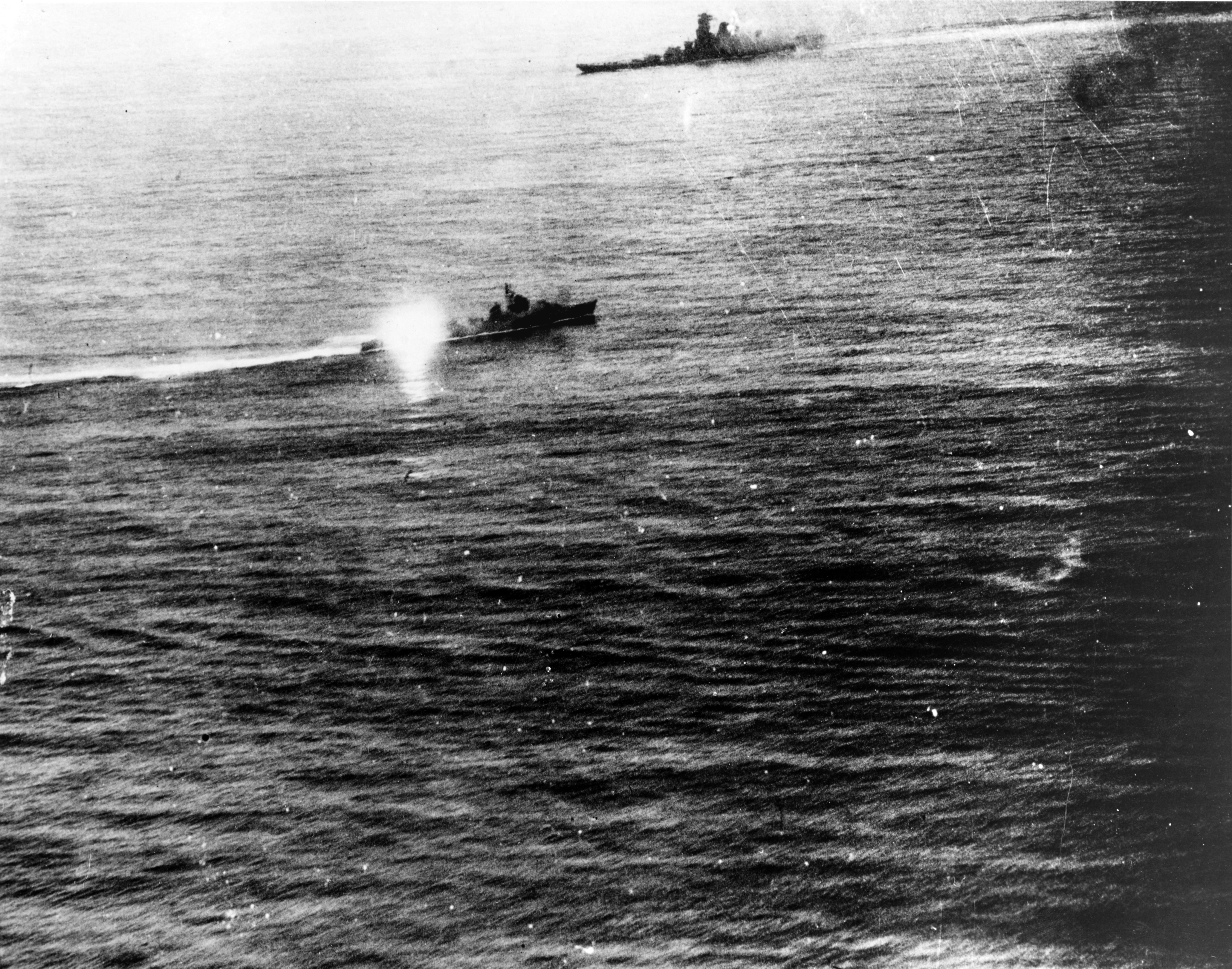
Le cuirassé Yamato et le Fuyutsuki pendant l'Opération Ten-Gō le 7 avril 1945
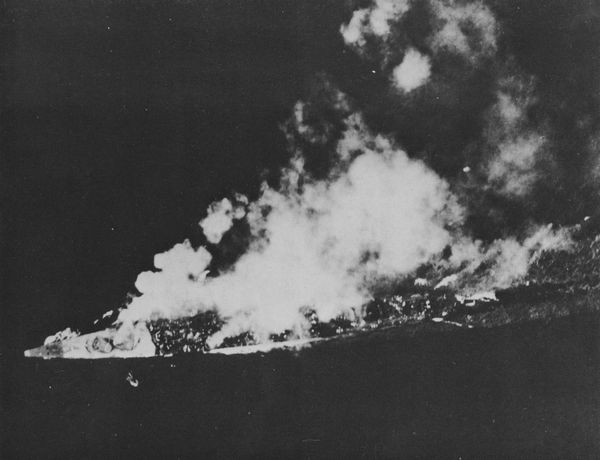
Le Suzutsuki pendant l'opération Ten-Go le 7 avril 1945
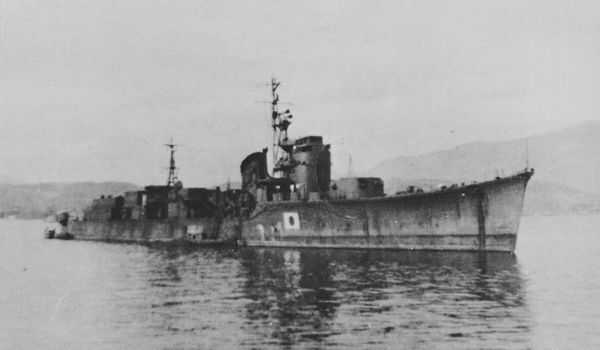
Le Yoizuki comme transport lors du rapatriement des troupes au Japon en 1946
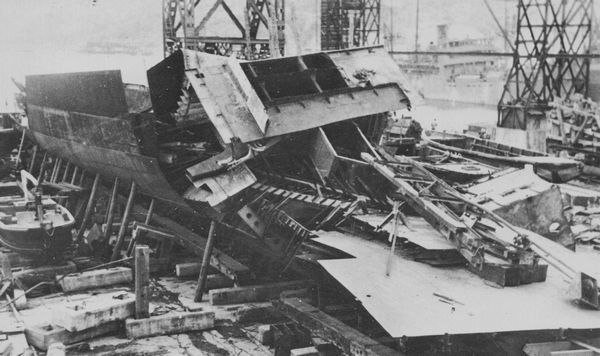
Le Michitsuki en mai 1947
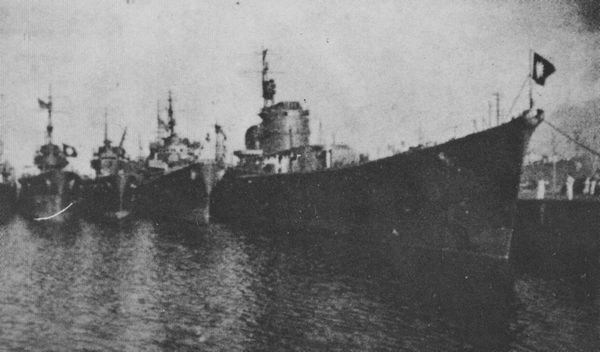
Le R.O.C.S. Fen Yang (ex. Yoizuki)